# Julija Ratkiewicz
Julija Ratkiewicz (ros. Юлия Раткевич, azer. Yuliya Ratkeviç; ur. 16 lipca 1985) – białoruska zapaśniczka stylu wolnego, od 2007 roku reprezentująca Azerbejdżan. Brązowa medalistka olimpijska, mistrzyni, srebrna i brązowa medalistka mistrzostw świata, mistrzyni Europy, mistrzyni uniwersjady, dwukrotna wicemistrzyni Europy juniorów. Ósma na igrzyskach europejskich w 2015. Piąta w Pucharze Świata w 2015 i szósta w 2010 roku.
Największym jej sukcesem jest brązowy medal igrzysk olimpijskich w Londynie w wadze 55 kg. W Rio de Janeiro 2016 zajęła piąte miejsce w kategorii 58 kg. Zdobyła złoty medal mistrzostw świata w Herning (2009). W 2010, w Moskwie, zdobyła srebro w kategorii do 55 kg. Jest mistrzynią Europy seniorów (2011) oraz dwukrotną wicemistrzynią Europy juniorów (2004, 2005).